# Valle de Yerri
Valle de Yerri (Deierri in basco) è un comune spagnolo di 1 572 abitanti situato nella comunità autonoma della Navarra, nella comarca della Tierra Estella. Amministrativamente è compreso nella Merindad de Estella. Si pensa che il "De" sia stato erroneamente interpretato come una preposizione, da chi per primo tradusse il nome della città dal basco al castigliano.
Poiché il territorio del comune comprende tutta la valle ne uscì quindi il toponimo Valle (o Val) de Yerri. In effetti il territorio municipale è composto da ben 19 località della valle, ciascuna con un proprio Consiglio, la più popolata delle quali è Arizala, che può considerarsi capoluogo del comune e dista 38 km da Pamplona e 47 da Logroño.
Il territorio comunale è compreso fra i contrafforti della Sierra de Andia e il fiume Ega e per metà è montagnoso ad altitudini intorno ai 1000 metri s.l.m. con punte di 1200, l'altra metà è piana con altitudine attorno ai 500 metri, ed è fertile e irrigata e vi si coltivano olivi, vigne e cereali.
La sua economia è basata sull'agricoltura e l'allevamento del bestiame, con un artigianato limitato alle necessità locali.
Per la valle passa il Cammino di Santiago di Compostela che, provenendo dai Pirenei, fa tappa a Estella.

## Storia
Nella valle di Yerri nel 920 si svolse la battaglia di Valdejunquera in cui Abd al-Rahman III emiro della Andalusia sconfisse il re di Pamplona Sancho Garcés I e Ordoño II re di Leon. Una croce posta su una colonna e un basamento posto nel luogo dove si svolse la battaglia ricordano l'avvenimento che fu importante per la Reconquista.
In un documento del 1350 risulta che Yerri faceva parte di un comarca detta Les cinco vales. Col tempo la comarca si convertì nella Merindad de la s Tierras de Estella che comprendeva dieci valli e raggiunse l'auge con il passaggio per il territorio del camino de Santiago. La comarca  si divise poi nella Val de Guerzalas formata da 15 località e nella Val de Yerri con 19 località. La sua storia è comunque strettamente legata a quella di Estella e Pamplona e al camino di Santiago che l'attraversa.

## Monumenti e luoghi d'interesse
Palacio de Ascona del XVII secolo, Palacio de Arizaneta dello stesso secolo, Ermita de Montalban del XII secolo, Ermita de Santa Maria Magdalena di epoca medievale e modificata nel XVI secolo, Ermita de San Adrian de Lizarraga del 1113, Ermita de Santa Catalina de Alejandria del XII secolo, Iglesia de la Purificacion de Nuestra Señora gotica della metà del XIII secolo modificata nel XVII, Iglesia de Santa Maria de Eguiarte dichiarata monumento historico artistico, Iglesia de San Martin medievale ma barocchizzata nel XVII secolo, Basilica de Nuestra Señora de Mendigaña del XVIII secolo, Parroquia de San Andrés, gotica iniziata nel 1500 e terminata nel 1598.

## Feste
Ognuna delle località che formano il comune di Yerri ha la sua festa patronale, inoltre vi è la Fiesta de San Isidro che si svolge il 15 maggio in una di esse designata da un'estrazione a sorte. Durante le feste si svolgono i riti religiosi, terminati i quali si hanno diverse manifestazioni festose alcune dedicate ai bambini e altre ai giovani come
veglie con canti e musica, balli, partite di pelota, gioco tipico delle terre basche, sport rurali, pranzi e cene popolari.

## Località
Il comune è formato da diciannove concejos: Alloz, Arandigoyen, Arizala, Arizaleta, Azcona, Bearin, Eraul, Grocin, Ibiricu, Iruñela, Lácar, Lorca, Murillo, Murugarren, Riezu, Úgar, Villanueva, Zábal y Zurucuáin.